# 青森県立図書館
青森県立図書館（あおもりけんりつとしょかん）は青森県青森市の公共図書館である。ここでは併設する青森県近代文学館についても記述する。
鉄筋コンクリート造の4階建てで、2階に青森県近代文学館を併設し、1階にはエントランスホール、ロッカールーム、一般・児童の各閲覧室などがあり、2階と3階に書庫があり、4階には館長室、事務室、集会室、コンピュータ室などがある。
図書の蔵書は935,407冊（開架資料155,184冊、書庫資料780,223冊）で、年間貸出数は199,736冊となっている。

## 歴史

### 県立図書館誕生まで
1900年（明治33年）に青森市の「青年倶楽部」の「図書部」を市民一般に公開したのを前身に、1904年（明治37年）に「私立青森図書館」を、1907年（明治40年）に青森市に寄贈し「青森市立図書館」を経て、1928年（昭和3年）4月12日に県に寄贈し青森県立図書館を設立し、9月1月に開館し、開館式を挙行した。翌年には鉄筋3階建ての書庫も完成した。

### 現在の図書館に至るまで
1945年（昭和20年）に本館が戦災により焼失し休館となり、翌年の2月には仮設として開館し10月に木造新築として開館するも、11月の県庁火災に類焼し蔵書11万冊を焼失し再び休館となった。翌年には再び木造平屋建の仮設として開館し、1953年（昭和28年）6月8日にようやく新館が開館することとなった。1994年（平成6年）には、新町二丁目の旧館から現在の新館へ移転開館して現在に至る。

## 施設利用・サービス
閲覧室内にある図書、新聞、雑誌は自由に閲覧できる。ただし、書庫内の資料を閲覧したいときは閲覧請求票の記入と利用者カードが、館外貸出にも利用者カードが必要になる。
2022年3月から電子書籍サービスを開始した。
館外貸出
- 図書・AV資料： 合計10点以内
- 貸出期間： 借りた日の翌日から14日間
- 貸出延長： 予約がない図書に限り1回につき1週間延長(最大2回まで)

開館時間
- 一般閲覧室： 午前9:00 - 午後7:00
- 参考・郷土室： 午前9:00 - 午後7:00
- 児童閲覧室： 午前9:00 - 午後5:00

休館日
- 館内整理日（毎月第4木曜日）
- 4月1日（ただし土曜日または日曜日の場合、直近の月曜日に変更)
- サービス活動点検・検討日（隔月第2水曜日）
- 年末年始（12月29日-1月3日）
- 特別蔵書点検期間（5月下旬、11月下旬-12月上旬）
- また、上述の以外の期間で臨時休館となる場合がある[3]。

## 青森県近代文学館
1994年（平成6年）3月22日、県立図書館の2階部分に開館。青森県を代表する13人の作家を中心に、青森県出身やゆかりの深い作家、青森を舞台とした作品などの文学資料が展示されている。
太宰治直筆の人間失格の草稿や石坂洋次郎の色紙、寺山修司の草稿などを中心とした常設展示室、企画展や特別展を開催するための企画展示室、青森文学の歴史映像を上映する近代文学ガイドコーナーなどがある。収蔵資料は2018年時点で15万点を数える。
入館料は無料で、開館時間は9:00～17:00である。

## 書籍
- 『青森県立図書館史』（1979年2月23日発行）

## アクセス
- 青森自動車道青森中央ICから、車で約1km・約2分。
- 青森市営バス・青森市市バス(旧:青森市市民バス)で、青森駅方面から、
  - 「社会教育センター前」バス停から、徒歩約220m・約4分(直線距離だと100m弱と近いが道路(横断歩道の位置)の関係で、やや遠回りとなる)。
  - 「青森刑務所前」バス停から、徒歩約230m・約4分。